# Tendinitis calcificant
La tendinitis calcificant és una malaltia dels tendons (una tendinopatia), on es formen dipòsits de fosfat de calci, de vegades causant dolor al lloc afectat. Els dipòsits es poden produir en diversos llocs del cos, però són, amb diferència, els més comuns al manegot dels rotatoris (situat a l'espatlla). Al voltant del 80% de les persones amb dipòsits experimenten símptomes, normalment dolor crònic durant determinats moviments de l'espatlla o dolor agut que empitjora a la nit. La tendinitis calcificant normalment es diagnostica mitjançant examen físic i radiografia. La malaltia sovint es resol completament per si sola, però normalment es tracta amb antiinflamatoris no esteroidals per alleujar el dolor, el repòs i la fisioteràpia per afavorir la curació, i en alguns casos diversos procediments per a la descomposició i/o eliminació dels dipòsits de calci.
Els adults de 30 a 50 anys són els més afectats per la tendinitis calcificant. És el doble de comú en dones que en homes i no s'associa amb l'exercici. Les calcificacions al manegot dels rotatoris van ser descrites per primera vegada per Ernest Codman el 1934. El nom, "tendinitis calcificant" va ser encunyat per Henry Plenk el 1952.

## Signes i símptomes
Fins a un 20% de les persones amb tendinitis calcificada no presenten símptomes. Per a les persones amb símptomes, els símptomes varien segons la fase de la malaltia. En la "fase formativa" inicial, quan s'estan formant els dipòsits de calci, les persones rarament experimenten cap símptoma. Els que sí que tenen símptomes solen tenir dolor intermitent a l'espatlla, especialment durant la flexió cap endavant de l'espatlla (és a dir, aixecar el braç davant del cos). En la "fase de reabsorció" quan el dipòsit de calci s'està trencant, molts experimenten un dolor agut intens que empitjora a la nit. Els afectats tendeixen a mantenir l'espatlla girada cap a dins per alleujar el dolor, i tenen dificultats per estirar-se sobre l'espatlla afectada. Algunes persones experimenten calor i enrogiment a l'espatlla afectada, així com un rang de moviment limitat.

## Tractament
La primera línia de tractament per a la tendinitis calcificada és típicament antiinflamatoris no esteroidals per alleujar el dolor, repòs de l'articulació afectada i, de vegades, fisioteràpia per evitar la rigidesa de les articulacions. Per a aquells amb dolor intens, les injeccions directes de glucocorticoides al lloc afectat són sovint efectives per alleujar el dolor, però poden interferir amb la reabsorció del dipòsit de calci. Per a aquells els quals el dolor no millora amb la medicació i el descans, el dipòsit es pot dissoldre i eliminar amb tècniques anomenades "agulla guiada per ecografia", "barbotatge" i per "irrigació percutània guiada per ecografia" (aquesta última abreviada en anglès US-PICT). En cadascun, s'utilitza l'ecografia per localitzar el dipòsit i guiar una agulla cap al lloc afectat. S'hi injecten solució salina i lidocaïna per dissoldre el dipòsit, després s'eliminen per rentat. Un altre tractament comú és la teràpia per ones de xoc, on els polsos de so s'utilitzen per trencar el dipòsit i promoure la curació. Hi ha poca estandardització dels nivells d'energia, la durada i l'interval de temps del tractament; tot i que la majoria dels estudis informen de resultats positius amb ones d'energia baixa a mitjana (per sota de 0,28 mJ/mm2).

### Cirurgia
La cirurgia només es recomana una vegada que els 6 mesos de tractament conservador i no quirúrgic no han aconseguit reduir els símptomes. La cirurgia és artroscòpica i implica l'eliminació de la calcificació amb o sense acromioplàstia de l'espatlla. A més, es manté el debat sobre si és necessària una eliminació completa dels dipòsits, o si es pot obtenir un alleujament del dolor igual amb l'eliminació parcial dels dipòsits de calci.